# Митко Палаузов
Димитър (Митко) Трифонов Палаузов е партизанин в Габровско-севлиевския партизански отряд. Той е най-малкият участник в комунистическото партизанско движение в България по време на Втората световна война.

## Биография
Митко Палаузов е роден на 8 ноември 1930 г. в с. Енев рът, Севлиевско. Малко след раждането му родителите му Ганка и Трифон Палаузови от недоимък се преместват да живеят в Севлиево, а през 1936 г. — в Габрово. Стават фабрични работници и живеят в малка кирпичена къща на Бакойския баир, близо до съвременното VI основно училище. Митко започва да учи в града. Родителите му се свързват с комунистическите организации във фабриките, където работят. В къщата им се провеждат комунистически събрания, заседания на щаба на партизанската чета и РК на БРП (к), в чийто състав влиза и Трифон Палаузов.
Бащата Трифон Палаузов и сестра му Русана стават партизани от Габровско-севлиевския партизански отряд. Затова габровската полиция оказва периодичен психически и физически тормоз върху семейството му, като често арестува и малтретира Митко и майка му. За да ги предпази от тормоза, баща му предлага да излязат и те в Балкана. След акция на партизанския отряд през лятото на 1943 г. в махала Водици (сега квартал на Габрово), Ганка и Митко Палаузови се присъединяват към него. След преминаването им в нелегалност габровската полиция опожарява тяхната къща на Бакойците. През юни са интернирани в с. Чорбаджийско, Момчилградско, баба му Рада и дядо му Цоню със стринка му Донка и чичо му Иван. Под натиска на полицията училищният съвет на Второ основно училище „Неофит Рилски“ на 19.IХ.1943 г. решава, че „дейността на ученика Димитър Трифонов Палаузов е несъвместима със задълженията му на ученик и предлага на областния инспектор в Плевен да разреши изключването му от училище“. Тогава Митко е четвърти месец партизанин.
Като партизанин Митко участва в някои походи и акции на отряда, дори му „зачисляват“ малко пистолетче. Селяните от с. Бериево дълго ще помнят и разказват за малкия партизанин, който пламенно е рецитирал стихове на Смирненски. През юни партизаните правят землянката на Осеникова поляна. Митко бди на пост, да не бъдат изненадани, и така участва в направата на лобното си място. В продължение на седем месеца понася трудностите, нощните походи, срещите с врага. След акция в с. Химитли (днешно Ясеново) партизаните се изтеглят по река Лешница по химитлийската пътека в шипченския дял на Стара планина. Настигнати, влизат в бой с полицията. В боя участва и Митко с пистолет в ръка. Оттеглят се към връх Корита. Тогава щабът на отряда решава да оставят ранените и болните партизани в землянката на близката Осеникова поляна. Да се грижат за тях, изпращат Митко и майка му Ганка. Ятаците от близките махали — Паско Янев (Тошо) и Иван Кунчев (Кирчо), ги снабдяват с храна. Те са единствената им връзка със света. Землянката била влажна, тясна и неудобна за шестимата партизани.
След Балванската битка землянката е разкрита на полицията от предателя Иван Данаилов (Доктора). Той е ранен и заловен в Балван на 29 март и подложен на нечовешки изтезания, при които проговаря.
На 1 април 1944 г. многобройна полицейска група, ръководена от Иван Дим. Близнаков, групов началник при Плевенското областно полицейско управление, Крум Ив. Дрончев, подпоручик от 9-и дивизионен артилерийски полк, гр. Севлиево, и Дончо Цолов Христов, полицейски разузнавач в Севлиево, обкръжават Осеникова поляна. Партизаните са изненадани. Жандармерията взривява землянката с гранати. Изваждат труповете, вземат лични вещи, пушки, пистолети и книжа и се прибират в с. Купен. Труповете на Ганка Палаузова, Митко Палаузов, Минчо Георгиев (Младен) и Иван Илиев (Гошо) остават на открито цяла седмица край землянката.
След 9 септември 1944 г. костите на най-малкия партизанин и неговата майка са положени в костницата на площад „Възраждане“ пред кметството в Габрово.
Домът на семейство Палаузови в Габрово е възстановен през 1962 г. и подреден като къща-музей през 1964 г. Възстановено е и скривалището в къщата, в което са били укривани нелегални и партийни дейци, поправяно е партизанско оръжие и са били отпечатвани материали на циклостил. Експонирани са и малкото запазили се вещи: дървено коритце, ракла за дрехи, миндерът, на който е спал Митко, и масата, на която е подготвял уроците си. Към къщата музей „Митко Палаузов“ се открива експозиционна зала през 1971 г. С диапозитиви, илюстрации към книгата на Марко Марчевски и документални снимки се разкрива животът на най-малкия партизанин. Тук се намират и остатъците от пистолетчето на Митко и торбичката, с която е разнасял позиви. Във витрина са поставени партизанските дрехи на Трифон Палаузов – голф, винтяга и нож. Тук има и зала за провеждане на пионерски сборове и срещи. На магнетофонна лента са записани и спомените на Трифон Палаузов.
След 1990 г. поради политически причини музеят на Митко е превърнат в спортен салон на близкото училище, а къщата-музей се саморазрушава и вече не функционира.
Бащата Трифон Палаузов се жени повторно за Величка, вдовицата на негов боен другар. Първо имат дъщеря, която наричат Сашка – на партизанското име на Ганка Палаузова. През 1954 година им се ражда син. Той е кръстен на убитото партизанче и носи същото име. Става строителен предприемач и смята да реставрира музея на брат си, но умира от рак на 6 октомври 2010 г.
Днес в градинката пред Основно училище „Неофит Рилски“ в Габрово, където е учил малкият Митко, има негов паметник, издигнат през 1961 г. Негов автор е архитектът Карл Кандулков. Запазен е и чинът на Митко.